# AGN International

Das Logo der Gesellschaft

AGN International ist ein Verbund von 202 unabhängigen Wirtschaftsprüfungs- und Steuerberatungsgesellschaften aus 89 Ländern. Die Mitgliedskanzleien beschäftigen an 481 Standorten insgesamt 10.000 Mitarbeiter, die im Jahr 2009 rund 1,2 Milliarden US-Dollar Umsatz erwirtschafteten.
Der Verbund wurde 1996 als Private Limited Company in London gegründet. Chief Executive ist Nicholas C. Blake.
Nach dem Lünendonk-Ranking bildete die Gruppe der deutschen AGN-Kanzleien im Jahr 2006 mit einem Gesamtumsatz von 74,8 Mio. Euro und 822 Mitarbeitern den sechstgrößten der in Deutschland tätigen Verbünde mit unabhängigen Mitgliedergesellschaften. Umsatz und Mitarbeiterzahl waren damit in Deutschland gegenüber dem Vorjahr um rund 10 % gefallen. Im Jahr 2009 ist AGN nicht mehr im Lünendonk-Ranking der zehn größten in Deutschland tätigen Netzwerke vertreten, weil AGN sich entschieden hat, als Verbund – und nicht als Netzwerk – zu agieren.
In Deutschland gehören folgende Gesellschaften dem AGN-Verbund an: Becker Büttner Held; AGN Treuconsult GmbH; Bohn Dollenmeyer Dambeck; MTG-Gruppe; Frankus Wirtschaftsprüfer Steuerberater; Schaffer & Partner; SH+C Schwarz Hempe & Collegen GmbH; SH+C Wagner Bumes Winkler GmbH; SMC Revisions und Treuhand GmbH; Wirtschaftstreuhand-Gruppe.